# سالن سینما در نیویورک
سالن سینما در نیویورک (به انگلیسی: New York Movie) یک تابلو رنگ روغن روی بوم اثر نقاش آمریکایی ادوارد هاپر است. این نقاشی در دسامبر سال ۱۹۳۸ آغاز شد و در ژانویه ۱۹۳۹ به پایان رسید.
تابلوی سالن سینما در نیویورک با اندازه ۳۲ ۱/۴ * ۴۰ ۱/۸ یک سینمای تقریباً خالی را نشان می‌دهد که با چند نفر ببینده فیلم که پراکنده‌اند و یک زن که صندلی‌های مردم را در سالن نشان می‌دهد و در افکارش گم شده‌است. این تابلو به خاطر تصویربرداری درخشان از چندین منبع نوری مورد تمجید قرار گرفته‌است. با وجود این واقعیت که فیلم نمایش داده شده در نقاشی به خودی خود مشخص نیست، همسر و دستیار نقاشی هاپر، جوزفین هاپر در یادداشت‌های خود در سالن سینما در نیویورک نوشته‌است که این تصویر نمایانگر قطعاتی از کوه‌های پوشیده از برف است.

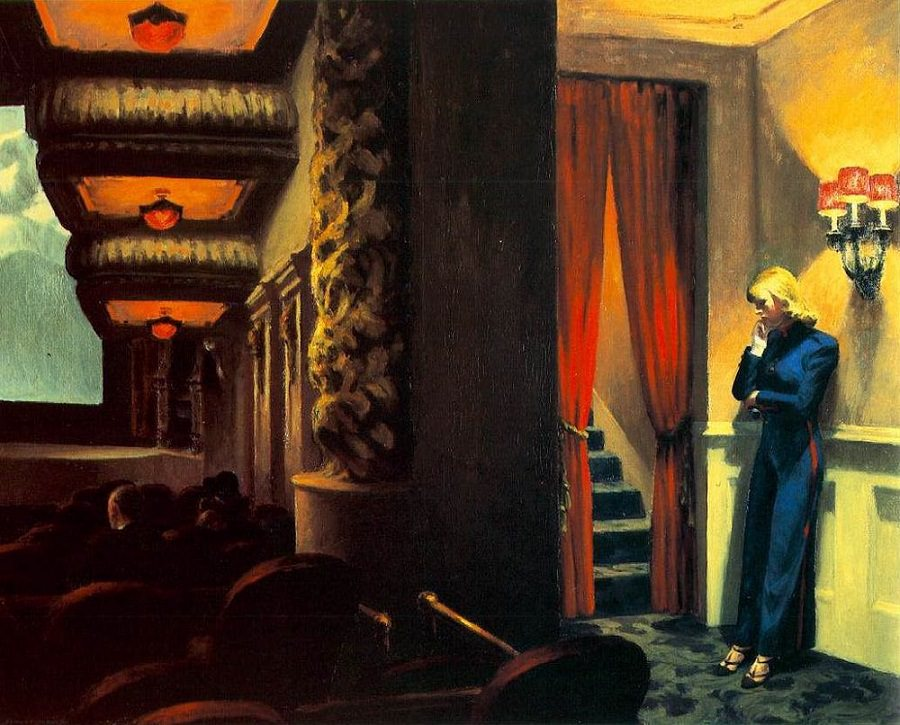
سالن سینما در نیویورک, ۱۹۳۹ اثر ادوارد هاپر

## در فرهنگ عامه
سالن سینما در نیویورک در هر دو زمینه شعر و فیلم تأثیرگذار بوده‌است.
در رابطه با شعر، تعدادی از شاعران از سرگرمی‌های تصویری هاپر و طبیعت بازتابنده ذاتی برای آثار خود استفاده کرده‌اند. جوزف استنتون، شاعر آمریکایی، شعری با عنوان «سالن سینما در نیویورک ادوارد هاپر» در مجموعه اشعارش، شعری در باب هنر سروده‌است. جرالد لاکلین، شاعر و استاد انگلیسی در دانشگاه ایالتی کالیفرنیا نیز شعری با عنوان «ادوارد هاپر؛ سالن سینما در نیویورک، ۱۹۳۹» نوشت.
این نقاشی به ویژه به دلیل سایه‌ها و استفاده از نورپردازی‌هایی که ذکر شده‌است، مانند بسیاری از آثار وی، پیشنهاد شده‌است که الهام بخش بسیاری از فیلم‌ها مانند فیلم نوآر و فیلم‌هایی که انزوای زن را به تصویر می‌کشند، باشد.